# Fernand Lamy (cyclisme)
 (avril 2025).
 (avril 2025).
Si vous disposez d'ouvrages ou d'articles de référence ou si vous connaissez des sites web de qualité traitant du thème abordé ici, merci de compléter l'article en donnant les références utiles à sa vérifiabilité et en les liant à la section « Notes et références ».
Pour les articles homonymes, voir Fernand Lamy et Lamy.
Fernand Lamy, né le 4 novembre 1931 à Meaux et mort le 6 septembre 2003 à Cannes, est un coureur cycliste français, professionnel de 1958 à 1959.

## Palmarès

### Par année
- 1957
  - 2e du Tour d'Eure-et-Loir
- 1958
  - 1rea étape du Tour de Champagne (contre-la-montre par équipes)
  - 2e de Paris-Pacy
  - 2e de Paris-Auxerre
  - 3e du Tour de Normandie
  - 3e de Paris-Conches
- 1959
  - 3e du Tour du Vaucluse

### Résultats sur les grands tours

#### Tour de France
1 participation
- 1958 : 40e